# Willem I van Béarn
Guillen Ramón de Moncada (1166-Oloron, 1224) was een zoon van Willem van Moncada en van Maria van Béarn. In 1193 huwde hij met zijn nicht Guillemette van Castelviel, die de baronnie Rosanes en de stad Martorell meebracht als bruiddschat. Hij vestigde zich in Tarragona, maar raakte daar op gespannen voet met de plaatselijke bisschop, die ten slotte op bevel van Willem in 1194 werd gedood. Hij werd geëxcommuniceerd en zijn goederen werden bestuurd door zijn zoon Willem Raymond. In 1214 volgde hij zijn kinderloos overleden tweelingbroer Gaston op als burggraaf van Béarn. Om de excommunicatie te laten herroepen diende hij grote schenkingen te doen en beloven deel te nemen aan een kruistocht. Willem poogde tijdens zijn regeerperiode de belangen van de Aragonese kroon veilig te stellen in het noorden van Pyreneeën.
Hij werd de vader van:
- Willem Raymond, zijn opvolger,
- Raymond, stichter van de heerlijkheid en baronnie Saint-Maurice van Marsan.